# Willem Strietman
Willem Frederik Strietman (Amsterdam, 1 januari 1918 – Amstelveen, 1 februari 2001) was een Nederlands componist, musicoloog en pianist.

## Levensloop
Hij was zoon van tramconducteur Willem Frederik Strietman en Maria Louisa Lecke. Hijzelf was getrouwd met Antoinetta Maria Schrijver. 
Zijn inschrijving in het militieregister vermeldt dat hij gediplomeerd journalist was met steno- en typevaardigheden. Daarnaast had hij een opleiding gevolgd om te kunnen werken voor de Keuringsdienst van Waren. Hij werd permanent afgekeurd vanwege slechte ogen en platvoeten. Het zag er dus niet naar uit dat hij in de muziekwereld zijn brood zou gaan verdienen. Hij volgde echter ook een opleiding om muziekonderwijzer te worden met staatsexamens piano (Lager Onderwijs) en muziektheorie (Middelbaar onderwijs). 
Strietman begon zijn carrière als componist als autodidact met Een suite, voor orkest. Met een studiebeurs kon hij gaan studeren onder andere bij Hendrik Andriessen (piano, muziektheorie en musicologie). Vervolgens studeerde hij aan het Conservatorium van Amsterdam muziektheorie en musicologie bij onder ander Karel Philippus Bernet Kempers en Ernest Willem Mulder, aangevuld met pianolessen bij André Jurres.
Na afsluiting van zijn studie werkte hij aan het Conservatorium van Amsterdam tot 1952. Vervolgens was hij tot 1983 werkzaam bij de Algemene Vereniging Radio Omroep in de muziekafdeling. Hij was als docent sinds 1944 verbonden aan de Leidse Onderwijsinstellingen (LOI) op het gebied van muziek- en cultuurgeschiedenis. Hij schreef er een leergang over muziektheorie voor. Ondertussen was hij op de radio te horen met series als Mens-Muziek-Materie. 
Als componist schreef hij werken voor verschillende genres en ontving hij in 1975 voor zijn werk Sombre del ensueño de ANV-Visser Neerlandia-prijs alsook voor het werk Divertissement d'anches de Johan Wagenaar-Prijs. In 1967 was hij jurylid bij de toekenning van de Edison Klassieke Muziek.
In 1993 besteedde de AVRO een uitzending op NPO Klassiek speciaal aan werken van deze componist. De AVRO had opdracht gegeven aan het Radio Symfonie Orkest onder leiding van Lucas Vis en Jan Stulen om zes werken van het op te nemen. Het programma werd vergezeld door een gesprek met presentator Hans van den Boom en de componist. Platenlabel Etcetera Records was in 2011/2012 in gesprek met Strietmans weduwe om tot een album te komen met zijn werk; zij overleed echter plotseling. Zij was financieel ondersteuner van de Vereniging Vrienden van de Amsterdamse Binnenstad., maar liet zich in haar geboortestad Weesp begraven.  

## Composities
Naast eigen werken is ook een aantal orkestraties van hem bekend van andermans werk, zoals Plainte au loin d’un faune van Paul Dukas.

### Werken voor orkest
- 1937 Een suite, voor orkest
- 1975 O bonne douce France, concert voor harmonica en kamerorkest (of piano)
- 1975-1977 Mercator sapiens, feestouverture voor orkest
- 1982 Toamna  : ballata moldava, voor viool, fluit of ander melodie-instrument en orkest 
  1. Lento
  2. Andante
  3. Allegretto
- 1996-1997 Prologo sinfonico per un spettacolo magico, voor orkest
- 2000 Méditation symphonique - A la recherche du chant perdu, voor sopraansaxofoon en kamerorkest

### Werken voor harmonieorkest
- 1993 Kreisleriana, een erebetoon aan Fritz Kreisler (1875-1962) voor harmonieorkest (opgedragen aan: Jan Cober)
- 1995 An Indoor Overture - In memoriam Aaron Copland, voor harmonieorkest
- 1998 Endymion, een Engelse rapsodie voor harmonieorkest
  1. Midlands
  2. Lowlands
  3. Highlands

### Werken voor koor
- 1978 Immortellen - Dicht en ondicht uit de negentiende eeuw in de vorm van een moraliserende twaalfdelige cyclus, koorcantate voor gemengd koor a capella 
  1. Vooruitgang - tekst:  A.J. de Bull
  2. Oplossing - tekst: Johannes Immerzeel
  3. Menschenliefde - tekst: A.J. de Bull
  4. Gelijk de sneeuw - tekst: J.F. Brouwenaar
  5. Te veel - tekst: C.L. Lütkebühl
  6. Schoonmaakfeest - tekst: G.L. van Oosten van Staveren
  7. Draaideun - tekst: Bernard van Meurs
  8. Regen - tekst: Jan Jacob Lodewijk ten Kate
  9. Keukenwijsheid - tekst: Piet Paaltjens
  10. Romance - tekst: Piet Paaltjens
  11. Opletten - tekst: Jan A. van Droogenbroeck
  12. Nederland - tekst: Antony Winkler Prins

### Vocale muziek
- 1951 L'amour fardé, liederencyclus voor zangstem en orkest
- 1951 Canti di Castelvecchio, liederencyclus voor zangstem en orkest
- 1954-1956 Sombre del ensueño, liederencyclus voor solisten, koor en orkest

### Kamermuziek
- 1970 Divertissement d'anches, voor hobo, klarinet en fagot
- 1972-1973 Ligeia, of: "The shadow out of time", voor een fluitist, een koor [ad lib.], zes slagwerkers, een organist en een harpist(e) - tekst: Edgar Allan Poe
- 1981 Musiquettes I, voor klarinetkwartet
- 1981 Musiquettes II, voor saxofoonkwartet
- 1984 Musiquettes III, voor accordeon en strijkorkest
- Midi ensoleillé

- International Standard Name Identifier: 0000 0000 3050 629X
- Library of Congress Control Number: n79085308
- MusicBrainz: 849523cb-8fd1-43e8-aeda-0f002d0e0818
- Nederlandse Thesaurus van Auteursnamen: 108036030
- Virtual International Authority File: 18502817
- WorldCat: E39PBJkHt8QCqX6pfvbvjtRqcP